# Брод-стрит (линия Нассо-стрит, Би-эм-ти)
|   |   |   |   |
| · | · | · | · |

|   |   |   |   |
| · | · | · | · |

«Брод-стрит» (англ. Broad Street) — станция Нью-Йоркского метрополитена, расположенная на линии Нассо-стрит, Би-эм-ти. Станция находится в Манхэттене, в округе Нижний Манхэттен, в его финансовом районе, на пересечении Уолл-стрит и Брод-стрит. На станции останавливаются маршруты J (круглосуточно) и Z (в часы пик в пиковом направлении). Станция является южной конечной для обоих маршрутов.

## Описание станции
Эта станция представлена двумя боковыми платформами, расположенными на двухпутном участке линии. К югу от станции линия становится четырёхпутной, два центральных пути заканчиваются тупиками, а два внешних следуют дальше, присоединяются к линии Бродвея и уходят в Бруклин. Центральные пути используются для оборота поездов, а внешние не используются, так как работавший в Бруклине в часы пик маршрут M был перенаправлен на линию Шестой авеню в Куинс в июне 2010 года. Станция отделана мозаикой, реконструировалась в 1990-х годах.
До 13 июня 2015 года станция имела нестандартный режим работы: она открывалась утром в понедельник и круглосуточно в течение рабочей недели обслуживала поезда маршрута J (а в часы пик в пиковом направлении также Z). Закрывалась станция поздним вечером пятницы, около полуночи, в то время как маршрут J на выходные становился на две станции короче. Аналогичный принцип работы был установлен и на соседней станции Фултон-стрит.

## Входы и выходы
Станция имеет три выхода. Постоянно открыт только один выход. Он находится с северного конца станции и представлен лестницами имезонином, расположенным над платформами. Каждую платформу и мезонин соединяет одна лестница. В самом мезонине располагается турникетный павильон. В город из мезонина поднимаются две лестницы — к южным углам перекрестка Брод и Уолл-стрит. Существует также и третья лестница, которая приводила ко входу Нью-Йоркской фондовой биржи. Она была закрыта в связи с ужесточением мер безопаснности, принятых после терактов 11 сентября.
Второй и третий входы работают только в определенное время. Турникетный павильон этих выходов находится на уровне платформ. Второй выход располагается на восточной (в сторону Fulton Street) платформе. Турникетный павильон представлен как обычными, так и полноростовыми турникетами. На улицу ведут три лестницы: одна к северо-восточному углу перекрестка Брод-стрит и Эксчендж-плейс, две другие — на Брод-стрит, между Эксчендж-плейс и Бивер-стрит. 
Третий выход располагается на западной платформе и не работает на вход пассажиров. Третий выход имеет две лестницы в город: на Брод-стрит, между Эксчендж-плейс и Бивер-стрит. Существует также ещё одна закрытая лестница на северо-западный угол перекрестка Брод-стрит и Эксчендж-плейс. Этот выход также закрыт в целях предосторожности.

## Переход на станцию Уолл-стрит
Между Брод-стрит и Уолл-стрит линии Лексингтон-авеню существует подземный переход. Он работает с 07:00 до 18:00 в будние дни и расположен снаружи от турникетов. Бесплатный переход между линиями Лексингтон-авеню и Нассо-стрит осуществляется на трёх следующих станциях к северу: Фултон-стрит, Бруклинский мост — Сити-холл / Чеймберс-стрит и Канал-стрит, так как линии следуют параллельно друг другу.
- Оригинальная греческая мозаика, отреставрированная в 1996 году.
- Мезонин. На заднем плане турникетный павильон выхода на Брод-стрит.
- Поезд маршрута J на станции
- Выход на улицу